# Tsimazava
Tsimazava est une commune urbaine malgache située dans la partie est de la région du Menabe.